# وائونتا (نبراسکا)
وائونتا(به انگلیسی: Wauneta) شهری در ایالت نبراسکا کشور ایالات متحده آمریکا است که جمعیت آن در سرشماری سال ۲۰۱۰ میلادی، ۵۷۷ نفر بوده‌است.